# Finitismo temporal
O finitismo temporal é a doutrina de que o tempo é finito no passado. A filosofia de Aristóteles, expressa em obras como sua Física, sustentava que, embora o espaço fosse finito, sendo que o vazio existiria apenas além da esfera mais externa dos céus, o tempo era infinito. Isto causou problemas para filósofos medievais islâmicos, judeus e cristãos, que não conseguiram conciliar a concepção aristotélica do eterno com a história da criação no Gênesis.

## Antecedentes medievais
Em contraste com alguns filósofos gregos antigos (notadamente Aristóteles) que acreditavam que o universo tinha um passado infinito sem começo, os filósofos e teólogos medievais desenvolveram o conceito de que o universo tem um passado finito com um começo. Essa visão foi inspirada no mito da criação compartilhado pelas três religiões abraâmicas: judaísmo, cristianismo e islamismo.
Antes de Maimônides, sustentava-se que era possível provar, filosoficamente, a teoria da criação. O argumento cosmológico Kalam sustentava que a criação era provável, por exemplo. O próprio Maimônides sustentou que nem a criação nem o tempo infinito de Aristóteles podiam ser provados, ou pelo menos que nenhuma prova estava disponível. (De acordo com os estudiosos de seu trabalho, ele não fez uma distinção formal entre a improbabilidade e a simples ausência de prova). Tomás de Aquino foi influenciado por essa crença e sustentou em sua Summa Theologica que nenhuma das hipóteses era demonstrável. Alguns dos sucessores judeus de Maimônides, incluindo Gersonides e Crescas, sustentaram inversamente que a questão era decidível, filosoficamente.
João Filopono foi provavelmente o primeiro a usar o argumento de que o tempo infinito é impossível, para então estabelecer o finitismo temporal. Ele foi seguido por muitos outros, incluindo São Boaventura. Os argumentos de Filopono para o finitismo temporal eram diversos. Contra Aristotlem se perdeu, e é conhecido principalmente pelas citações usadas por Simplício da Cilícia em seus comentários sobre a Física de Aristóteles e De Caelo. A refutação de Aristóteles por Filopono estendeu-se a seis livros, os cinco primeiros abordando De Caelo e o sexto abordando a Física, e dos comentários sobre Filopono feitos por Simplício pode-se deduzir que foi bastante longa.
Uma exposição completa dos vários argumentos de Filopono, conforme relatado por Simplício, pode ser encontrada em Sorabji. Um desses argumentos foi baseado no próprio teorema de Aristóteles de que não havia infinitos múltiplos, e funcionava da seguinte forma: se o tempo fosse infinito, então como o universo continuasse a existir por mais uma hora, a infinitude de sua idade desde a criação no final daquela hora deve ser uma hora maior do que o infinito de sua idade desde a criação no início dessa hora. Mas como Aristóteles sustenta que tais tratamentos do infinito são impossíveis e ridículos, o mundo não pode ter existido por um tempo infinito.
Os argumentos medievais mais sofisticados contra um passado infinito foram desenvolvidos mais tarde pelo filósofo muçulmano Alquindi; o filósofo judeu Saadia Gaon (Saadia ben Joseph); e o teólogo muçulmano, Algazali. Eles desenvolveram dois argumentos lógicos contra um passado infinito, sendo o primeiro o "argumento da impossibilidade da existência de um infinito atual", que afirma:
"Um infinito atual não pode existir."
"Uma regressão temporal infinita de eventos é um infinito atual."
"Assim, uma regressão temporal infinita de eventos não pode existir."
Este argumento depende da afirmação (não comprovada) de que um infinito atual não pode existir; e que um passado infinito implica uma sucessão infinita de "eventos", uma palavra não claramente definida. O segundo argumento, o "argumento da impossibilidade de se completar um infinito atual por adição sucessiva", afirma:
"Um infinito atual não pode ser completado por adição sucessiva."
"A série temporal de eventos passados foi completada por adição sucessiva."
"Assim, a série temporal de eventos passados não pode ser um infinito atual."
A primeira afirmação afirma, corretamente, que um (número) finito não pode ser transformado em infinito pela adição finita de mais números finitos. A segunda contorna isso; a ideia análoga em matemática, que a sequência (infinita) de inteiros negativos "..-3, -2, -1" pode ser estendida anexando zero, depois um, e assim por diante; é perfeitamente válida.
Ambos os argumentos foram adotados por filósofos e teólogos cristãos posteriores, e o segundo argumento em particular tornou-se mais famoso depois que foi adotado por Immanuel Kant em sua tese da primeira antinomia em relação ao tempo.

## Renascimento moderno
O argumento de Immanuel Kant para o finitismo temporal, pelo menos em uma direção, a partir de sua Primeira Antinomia, é o seguinte:
"Se supusermos que o mundo não tem começo no tempo, então até cada momento uma eternidade se passou, e passou nesse mundo uma série infinita de estados sucessivos de coisas. Ora, a infinidade de uma série consiste no fato de que ela nunca pode ser completada por meio de sínteses sucessivas. Segue-se assim que é impossível que uma série de mundos infinita tenha passado, e que um começo do mundo é, portanto, uma condição necessária da existência do mundo."
―Immanuel Kant, Primeira Antinomia, do Espaço e Tempo
A matemática moderna geralmente incorpora o infinito. Para a maioria dos propósitos, é simplesmente usado como conveniente; quando considerado com mais cuidado, é incorporado, ou não, conforme se inclua o axioma do infinito. Este é o conceito matemático de infinito; embora isso possa fornecer analogias úteis ou maneiras de pensar sobre o mundo físico, não diz nada diretamente sobre o mundo físico. Georg Cantor reconheceu dois tipos diferentes de infinito. A primeira, usada no cálculo, ele chamou a variável finita, ou infinito potencial, representado pelo sinal {\displaystyle \infty } (conhecido como lemniscata), e o infinito atual, que Cantor chamou de "infinito verdadeiro". Sua noção de aritmética transfinita tornou-se o sistema padrão para se trabalhar com infinito dentro da teoria dos conjuntos. David Hilbert pensava que o papel do infinito atual era relegado apenas ao reino abstrato da matemática. "O infinito está longe de ser encontrado na realidade. Não existe na natureza nem fornece uma base legítima para o pensamento racional... O papel que resta para o infinito desempenhar é apenas o de uma ideia." O filósofo William Lane Craig argumenta que se o passado fosse infinitamente longo, implicaria a existência de infinitos atuais na realidade.
Craig e Sinclair também argumentam que um infinito atual não pode ser formado por adição sucessiva de uma quantidade não infinita de números finitos em um tempo finito. Independentemente dos absurdos decorrentes de um número infinito atual de eventos passados, a formação de um infinito atual tem seus próprios problemas. Para qualquer número finito n, n+1 é igual a um número finito. Um infinito atual não tem predecessor imediato.
O paradoxo de Tristram Shandy é uma tentativa de ilustrar o absurdo de um passado infinito. Imagina-se Tristram Shandy, um homem imortal que escreve sua biografia tão devagar que, para cada dia que vive, leva um ano para registrá-lo. Supõe-se que Shandy sempre existiu. Uma vez que há uma correspondência de um para um entre o número de dias passados e o número de anos passados em um passado infinito, pode-se raciocinar que Shandy poderia escrever toda a sua autobiografia. De outra perspectiva, Shandy ficaria cada vez mais para trás, e dada uma eternidade passada, estaria infinitamente para trás.
Craig pede para supor que encontramos um homem que afirma estar em contagem regressiva a partir do infinito e que agora está prestes a terminá-la. Poderíamos perguntar por que ele não terminou de contar ontem ou anteontem, já que a eternidade já teria terminado. De fato, para qualquer dia no passado, se o homem tivesse terminado sua contagem regressiva no dia n, ele teria terminado sua contagem regressiva em n-1. Segue-se que o homem não poderia ter terminado sua contagem regressiva em nenhum ponto do passado finito, pois sempre já teria terminado em um tempo infinito.

## Aporte de físicos
Em 1984, o físico Paul Davies deduziu uma origem de tempo finito do universo de uma maneira bem diferente, a partir de fundamentos físicos: "o universo eventualmente acabará por morrer, chafurdando, por assim dizer, em sua própria entropia. Isso é conhecido entre os físicos como a "morte térmica" do universo... O universo não pode ter existido para sempre, caso contrário ele teria alcançado seu estado final de equilíbrio um tempo infinito atrás. Conclusão: o universo nem sempre existiu".
Mais recentemente, os físicos propuseram várias ideias de como o universo poderia ter existido por um tempo infinito, como a inflação eterna. Mas em 2012, Alexander Vilenkin e Audrey Mithani, da Universidade Tufts, escreveram um artigo afirmando que, em qualquer cenário, o tempo passado não poderia ter sido infinito. No entanto, poderia ter sido "antes de qualquer tempo nomeável", de acordo com Leonard Susskind.

## Recepção crítica
O argumento de Kant para o finitismo tem sido amplamente discutido, por exemplo, Jonathan Bennett aponta que o argumento de Kant não é uma prova lógica sólida: sua afirmação de que "Ora, a infinidade de uma série consiste no fato de que ela nunca pode ser completada por síntese. Segue-se, portanto, que é impossível que uma série de mundos infinita tenha passado", supõe que o universo foi criado no início e depois progrediu a partir daí, o que parece assumir a conclusão. Um universo que simplesmente existisse e não tivesse sido criado, ou um universo que fosse criado como uma progressão infinita, por exemplo, ainda seria possível. Bennett cita Strawson:
"Um processo temporal completo e infinito em duração parece ser impossível apenas na suposição de que tem um começo. Se... se insiste que não podemos conceber um processo de observação perspectiva que não tenha um começo, então devemos indagar com que relevância e com que direito a noção de observação é introduzida na discussão."
Algumas das críticas ao argumento de William Lane Craig para o finitismo temporal foram discutidas e expandidas por Stephen Puryear. Nisto, ele escreve o argumento de Craig como:
1. Se o universo não tivesse um começo, então o passado consistiria em uma sequência temporal infinita de eventos.
2. Uma sequência temporal infinita de eventos passados seria atualmente e não meramente potencialmente infinita.
3. É impossível que uma sequência formada por adição sucessiva seja realmente infinita.
4. A sequência temporal de eventos passados foi formada por adição sucessiva.
5. Portanto, o universo teve um começo.

Puryear aponta que Aristóteles e Tomás de Aquino tinham uma visão oposta ao ponto 2, mas que o mais controverso é o ponto 3. Puryear diz que muitos filósofos discordaram do ponto 3 e acrescenta sua própria objeção:
"Considere o fato de que as coisas se movem de um ponto no espaço para outro. Ao fazê-lo, o objeto em movimento passa por uma infinidade real de pontos intermediários. Portanto, o movimento envolve atravessar um infinito atual... Assim, o finitista desta faixa deve estar enganado. Da mesma forma, sempre que algum período de tempo transcorre, um infinito atual foi percorrido, a saber, o infinito atual de instantes que compõem esse período de tempo."
Puryear então aponta que Craig defendeu sua posição dizendo que o tempo pode ou deve ser naturalmente dividido e, portanto, não há uma infinidade real de instantes entre dois tempos. Puryear então argumenta que se Craig está disposto a transformar uma infinidade de pontos em um número finito de divisões, então os pontos 1, 2 e 4 não são verdadeiros.
Um artigo de Louis J. Swingrover faz uma série de pontos relacionados à ideia de que os "absurdos" de Craig não são contradições em si: eles são todos matematicamente consistentes (como o hotel de Hilbert ou o homem em contagem regressiva até hoje), ou não levam a conclusões inevitáveis. Ele argumenta que se alguém assume que qualquer modelo matematicamente coerente é metafisicamente possível, então pode-se mostrar que uma cadeia temporal infinita é metafisicamente possível, uma vez que se pode mostrar que existem modelos matematicamente coerentes de uma progressão infinita de tempos. Ele também diz que Craig pode estar cometendo um erro de cardinalidade semelhante a supor que, como uma série temporal infinitamente estendida conteria um número infinito de tempos, teria que conter o número "infinito".
Quentin Smith ataca "a suposição deles de que uma série infinita de eventos passados deva conter alguns eventos separados do evento presente por um número infinito de eventos intermediários e, consequentemente, que de um desses eventos passados infinitamente distantes o presente nunca poderia ter sido alcançado". Ele afirma que Craig e Wiltrow estão cometendo um erro de cardinalidade ao confundir uma sequência interminável com uma sequência cujos membros devem ser separados por um infinito: Nenhum dos inteiros é separado de qualquer outro inteiro por um número infinito de inteiros, então por que afirmar que uma série infinita de tempos deve conter um tempo infinitamente distante no passado. Smith então diz que Craig usa pressuposições falsas quando ele faz declarações sobre coleções infinitas (em particular aquelas relacionadas ao Hotel de Hilbert e conjuntos infinitos sendo equivalentes a subconjuntos próprios deles), muitas vezes baseado em Craig achar coisas "inacreditáveis", quando elas são realmente matematicamente correto. Ele também aponta que o paradoxo de Tristram Shandy é matematicamente coerente, mas algumas das conclusões de Craig sobre quando a biografia estaria concluída estão incorretas.
Ellery Eells expande este último ponto mostrando que o paradoxo de Tristram Shandy é internamente consistente e totalmente compatível com um universo infinito.
Graham Oppy, envolvido em debate com Oderberg, aponta que a história de Tristram Shandy tem sido usada em muitas versões. Para que seja útil ao lado do finitismo temporal, deve-se encontrar uma versão que seja logicamente consistente e não compatível com um universo infinito. Para ver isso, observe que o argumento é executado da seguinte maneira:
1. Se um passado infinito é possível, então a história de Tristram Shandy deve ser possível
2. A história de Tristram Shandy leva à contradição.
3. Portanto, um passado infinito não é possível.

O problema para o finitista é que o ponto 1 não é necessariamente verdadeiro. Se uma versão da história de Tristram Shandy for internamente inconsistente, por exemplo, então o infinitista poderia simplesmente afirmar que um passado infinito é possível, mas que esse Tristram Shandy em particular não é porque não é internamente consistente. Oppy então lista as diferentes versões da história de Tristram Shandy que foram apresentadas e mostra que todas elas são ou internamente inconsistentes, ou não levam à contradição.